# Strumigenys intermedia
Strumigenys intermedia (лат.) — вид мелких земляных муравьёв рода Strumigenys из подсемейства Myrmicinae (Attini, ранее в Dacetini). Встречается в Юго-Восточной Азии: Китай (Хайнань, Гонконг, Макао).

## Этимология
Вид S. intermedia назван по признаку наличия единичных прямых волосков на дорсальной поверхности головы по сравнению с другими видами из той же группы, Strumigenys elegantula и Strumigenys jacobsoni, которые имеют только прижатые волоски (за исключением области вблизи затылочного края) и только прямые волоски, соответственно. Эпитет «intermedia» — это именительный падеж женского рода единственного числа латинского прилагательного «intermedius» (означающего «промежуточный»).

## Описание
Мелкие муравьи (длина около 3 мм) с сердцевидной головой, расширенной кзади. От близких видов своей группы отличается следующими признаками: голова с прижатыми удлиненными и усеченными волосками; латерально выступающая сета присутствует при виде анфас; при виде в профиль прямые волоски спорадически присутствуют по всей голове, не ограничиваясь областью между высшей точкой темени и затылочным краем; переднеспинка дорсолатерально окаймлена; проподеальные шипы покрыты широким ламеллами; бедра, голени и базитарзусы с длинными прямыми волосками. В профиль глаз с четырьмя омматидиями в диаметре. Strumigenys intermedia включён в комплекс видов S. elegantula из видовой группы S. leptothrix.
Основная окраска коричневая. Стебелёк между грудкой и брюшком состоит из двух члеников: петиолюса и постпетиолюса (последний чётко отделён от брюшка), жало развито. Предположительно, как и близкие виды, специализированные охотники на коллембол. Вид был впервые описан в 2023 году мирмекологами из Гонконга Kit Lam Tang (School of Biological Sciences, Гонконгский университет, Гонконг, Китай) и Benoit Guénard.